# Rolls-Royce Nene
Rolls-Royce RB.41 Nene je zrakoplovni turboreaktivni motor na centrifugalni kompresor kojeg je 1940-ih uveo u upotrebu britanski Rolls-Royce Ltd. Nene je u biti nešto veća inačica Rolls-Royce Derwenta uz male izmjene koje su napravljene radi mogućnosti prenošenja 5000 funta, čime je bio najsnažniji motor svog vremena.
Nene je bio Rolls-Royceov treći mlazni motor koji je ušao u proizvodnju. Dizajniran je i izgrađen u impresivno kratkom razdoblju od samo 5 mjeseci 1944. Prvi je put pokrenut 27. listopada 1944. godine. Nazvan je po rijeci Neni kao što je bila dotadašnja tradicija kompanije, davanja imena mlaznim motorima prema rijekama.
Dizajn je rijetko bio primijenjen u britanskim ratnim zrakoplovima. Prednost je data zrakoplovu s osovinskim kompresorom Avonu koji je uslijedio u projektima. Jedino gdje je upotrijebljen u UK je bio Hawker Sea Hawk i Supermarine Attacker. U SAD sastavljan je pod licencijom kao Pratt & Whitney J42, a pogonio je Grumman F9F Pantheru. Najviše je upotrijebljen u sovjetskom Klimovu RD-45 koji je pogonio MiG-15.

## Inačice
Nene Mk.3, ugrađen na Supermarine Attacker F Mk.1.
Nene Mk.10sličan Mk.102, opremljeniji, ugrađen u Lockheed T-33.
Nene Mk.101ugrađen u Hawker Sea Hawk, smanjene izlazne snage od 5.000 lbf (22,24 kN)
Nene Mk.102sličan Mk.3, sadržavao je više suvremene opreme, ugrađen na Supermarine Attacker FB Mk.2

## Primjena
Nene
- Armstrong Whitworth AW.52
- Avro Ashton
- Avro Lancastrian (test-bed)
- Avro Tudor VIII
- Boulton Paul P.111
- Boulton Paul P.120
- Canadair CT-133 Silver Star
- Dassault Ouragan
- de Havilland Vampire
- FMA IAe 33 Pulqui II
- Handley Page HP.88
- Hawker P.1052
- Hawker P.1081
- Hawker Sea Hawk
- Nord 2200
- Rolls-Royce Thrust Measuring Rig
- SNCAC NC 1080
- SNCASO SO.4000
- SNCASO SO.6000 Triton
- Sud-Est Grognard
- Sud-Ouest Bretagne
- Sud-Ouest Triton
- Supermarine Attacker
- Vickers Type 618 Nene-Viking

Pratt & Whitney J42
- Grumman F9F Panther

## Specifikacije (Nene)
Specifikacije prema
Opća svojstva
- vrsta: turbomlazni motor s centrifugalnim kompresorom
- dužina: 2458,7 mm
- promjer: 1257,3 mm
- masa suhog motora: 725,7 kg

- najveći potisak:  22,24 kN pri 12.300 rpm na morskoj razini za uzlijetanje
- specifična potrošnja goriva po potisku: 108,04 kg/kN/hr
- omjer potiska i mase: 0,0315 kN/kg

## Vanjske poveznice
- Pratt & Whitney History page on the J42
- The Nanton Lancaster Society  Arhivirana inačica izvorne stranice od 2. srpnja 2004. (Wayback Machine)
- "Rolls-Royce Nene I" a 1946 Flight article on the Nene